# Othello Hunter
Tegba Othello Hunter (Winston-Salem, 28 de maio de 1986) é um basquetebolista profissional estadunidense que atualmente joga pelo CSKA Moscou na Euroliga e Liga VTB.